# El jardín de las hespérides
El jardín de las hespérides es una película argentina dirigida por Patricia Martín García y protagonizada por Luis Giustincich y Mónica Galán. Fue estrenada el 24 de marzo de 2005. 

## Sinopsis
La historia de amor de un paleontólogo que se dedica al estudio de dinosaurios, y una actriz que llega a Neuquén con un espectáculo de diosas griegas. A través de los protagonistas comienza una desopilante y encarnizada batalla entre el Mitos y el Logos, que sólo el amor podrá dar tregua.

## Reparto
- Mónica Galán como Lilí
- Edgardo Moreira como Polo Evans
- Augusto Brítez como Nahuel Knox
- Daniel MacIntyre como Peón de Lolita
- Lucila Delgado como Madre de Polo Evans
- Gladys Aristimuño como Betty
- Aymará Rovera como Susy
- Claudia Ferreyra como Vero
- Silvana Giustincich como Lolita
- Rosario Flores como Rosario Knox
- Jorge Otegui como Periodista de la radio
- Rubén Carolina como Jefe de Polo Evans
- Dardo Sánchez como Esposo de Lolita
- Luis Giustincich como Paleontólogo
- Eva Fridman como Paleontólogo
- Horacio Almada como Bandido Rural